# Jakob Nielsen (ondernemer)

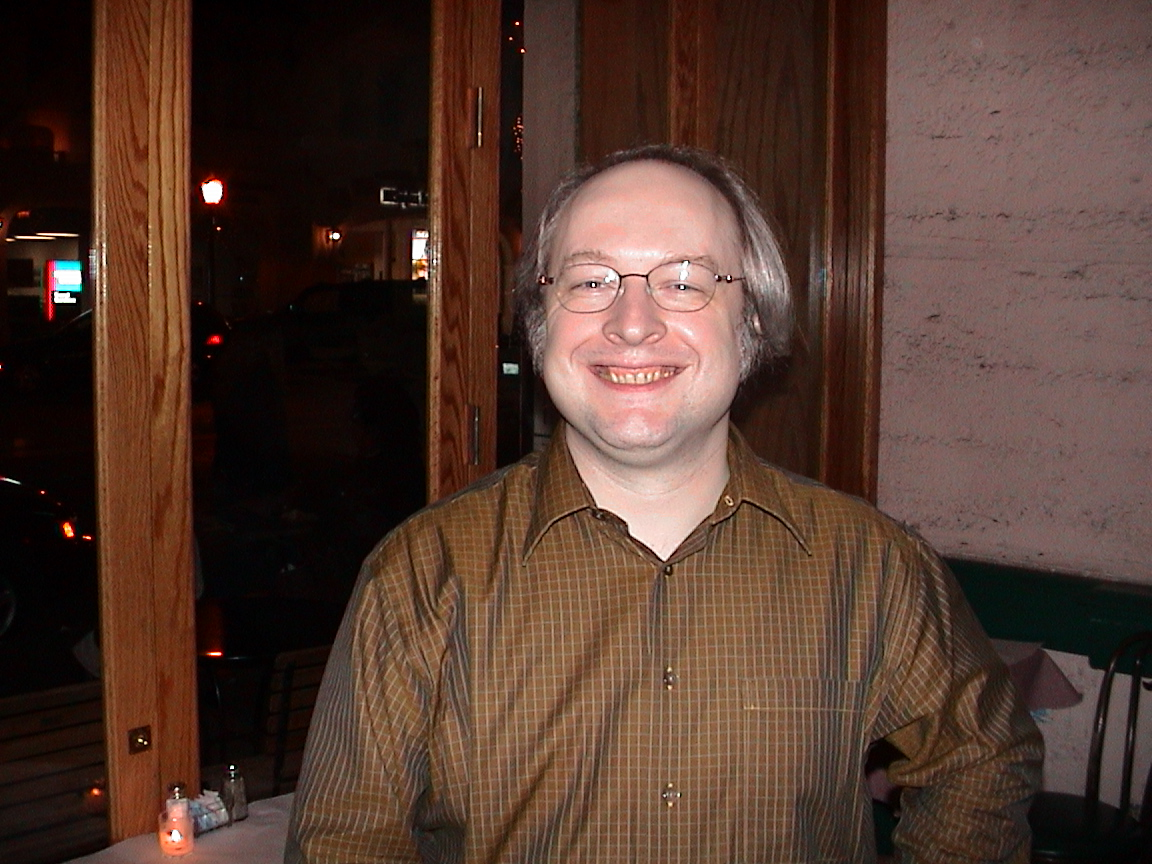
Jakob Nielsen.

Jakob Nielsen (Kopenhagen, 5 oktober 1957) is een consultant op het gebied van gebruiksvriendelijkheid (Engels: usability) van software en websites.
Jakob Nielsen studeerde aan de Danmarks Tekniske Universitet, waar hij promoveerde tot doctor in de informatica. Hierna werkte hij bij Bellcore, IBM en als 'Senior Researcher' bij Sun Microsystems. Reeds in 1991 schreef hij een boek over gebruiksvriendelijkheid van websites.
Toen hij bekend werd als autoriteit op dit gebied, richtte hij met Donald Norman de Nielsen Norman Group op, een consultancybedrijf met als gebruiksvriendelijkheid als belangrijkste aandachtspunt.